# Ludwig van Beethoven
Ludwig van Beethoven (njemački izgovor [▶] )(Bonn, 16./17. prosinca 1770. – Beč, 26. ožujka 1827.), njemački skladatelj i pijanist, jedan od najvećih skladatelja u povijesti glazbe koji je premostio bečku klasiku 18. i romantizam 19. stoljeća, zbog čega se i opravdano naziva "posljednjim bečkim klasičarem i prvim romantičarom". Ostavio je neizbrisiv trag na daljnji razvoj zapadnoeuropske klasične glazbe i ostao uz Mozarta najizvođeniji i najpoznatiji skladatelj europske glazbene tradicije.
Njegova glazba i ugled nadahnjivali su, a ponekad i punili nesigurnošću iduće generacije skladatelja i glazbenika. Osim što je postao zaštitno lice romantizma, jednako snažno utjecao je i na glazbenike 20. stoljeća (Bartok, Šostakovič) sve do razdoblja avangarde čiji su mu predstavnici Pierre Boulez i Karlheinz Stockhausen isticali svoj dug. Njegovih devet simfonija smatra se "Biblijom za skladatelje", dok se njegove 32 glasovirske sonate smatraju "Biblijom za pijaniste", pri čemu su svaka simfonija i sonata glazbeni svijet za sebe.
Iako je prvenstveno poznat kao skladatelj, Beethoven je također bio slavljeni pijanist. Rođen u Bonnu u Njemačkoj, u dvadesetim godinama života preselio se u Beč, učeći glazbu s Josephom Haydnom i brzo stječući ugled pijanista virtuoza. Unatoč postupnom gubljenju sluha u mladosti, Beethoven je nastavio proizvoditi značajna remek-djela kroz cijeli život, čak i kad je bio potpuno gluh. Bio je također jedan od prvih skladatelja "slobodnjaka" – organizirajući pretplatničke koncerte, prodavajući skladbe izdavačima i stječući financijsku potporu od bogatih pokrovitelja, radije nego da traži stalno zaposlenje bilo od Crkve ili aristokratskih dvorova. Koliko je trag ostavio ne samo na klasičnu glazbu, već i na Beč, tadašnju europsku kulturnu prijestolnicu i simbol europske klasične kulture, svjedoči činjenica da mu je na sprovodu nazočio gotovo cijeli Beč.

## Životopis
Rođen je najvjerojatnije 16., a kršten 17. prosinca 1770. godine. Potječe iz glazbene obitelji čije podrijetlo vodi iz flamskog grada Mechelena. Umetak “van” u njegovu prezimenu ne označava vlastelinski položaj, već ukazuje na mjesno podrijetlo. Beethovenov djed, koji se također zvao Ludwig, radio je kao glazbenik, odgovoran za orkestar, kod koelnskog nadbiskupa. 1740. godine se rodio njegov sin Johann koji je također bio crkveni pjevač. Johann je 17. prosinca 1770. godine krstio svog novorođenog sina po imenu svog oca, Ludwig.
Pošto je Ludwigov otac bio oduševljen tadašnjim čudom od djeteta, mladim Wolfgangom Amadeusom Mozartom, koji je već sa 6 godina komponirao skladbe, on je pokušao, po tom uzoru, malog Ludwiga vrlo rano učiti sviranju violine i glasovira, pri čemu je često i pretjerivao. Ludwig je često morao noću ustajati i vježbati sviranje glasovira, što je opet za posljedicu imalo to da je Ludwig često bio umoran za školu. Osim ispunjavanja visokih zahtjeva svoga oca, život mladog Ludwiga nije bio jednostavan. Otac je bio alkoholičar a majka je bila često bolesna i od šestero njene djece preživjela su samo dva.

### Izobrazba
Ubrzo je Ludwig van Beethoven postao i drugi orguljaš na dvoru i dobiva redovitu mjesečnu plaću. Kada je imao 13 godina svira čembalo i violu u izbornom orkestru dvora i bavi se komponiranjem različitih komornih skladbenih djela. Kako bi unaprijedio svoje znanje, 1787. godine, Ludwig odlazi u Beč, koji je u to vrijeme, zahvaljujući skladateljima kao što je Joseph Haydn, bio postao europsko glazbeno središte da bi učio kod slavnog Mozarta.
Zbog velike zauzetosti Mozarta komponiranjem svojih vlastitih kompozicija i drugim brigama koje su ga opterećivale, Mozart nije bio uveliko zainteresiran za mladog Ludwiga, ali je slušajući ga kako svira rekao:»Jednog će dana taj mladić podići veliku galamu u svijetu!». Osim toga Beethoven je i sam poslije dva tjedna morao napustiti Beč i vratiti se za Bonn jer mu je majka bila na umoru. Kratko po njegovu dolasku u Bonn, majka mu umire.
Beethoven se 1789. godine odlučuje na studij na sveučilištu u Bonnu, gdje dolazi u dodir s idejama Francuske revolucije, sloboda i čovječnost, koje ga oduševljavaju a koje se u njegovim kasnijim djelima mogu i primijetiti, posebno u njegovoj jedinoj operi Fidelio.
Kada je imao 22 godine, Beethoven odlazi ponovno za Beč i tamo ostaje. Iako je Mozart već bio mrtav, Beethoven postaje učenikom strogog Josepha Haydna i Antonia Salieria.

### Skladateljstvo i bolest
Ubrzo Beethoven postaje poznat sa svojom ozbiljnom glazbom, koja je predstavljala nešto sasvim novo. Osim toga, postaje poznat i kao majstor improvizacije i virtuoz na glasoviru, jer je jednom prilikom, kratko uoči koncerta uvidio da je glasovir za pola tona dublje naštiman i umjesto da svira svoj koncert za glasovir u C-duru (Erstes Klavierkonzert op. 15) svira ga u Cis-Duru.
S 29 godina, Beethoven počinje raditi na svojoj Prvoj simfoniji i završava je sljedeće godine. Uspješno je praizvedena 2. travnja 1799. godine.
Već u starosti od 30 godina, kod Beethovena se primjećuju znaci otoskleroze, "mješovitog" tipa, bolesti srednjeg u unutarnjeg uha i koja vodi ka gluhoći, i on počinje sve slabije čuti, pa počinje sve više izbjegavati ljude, tražeći mir u prirodi, gdje je obično i nalazio i nadahnuće za svoje skladbe. Kako bi unaprijedio svoj sve lošiji sluh, Beethoven zateže do 4 strune na svoj glasovir. Godine 1819. Beethoven je potpuno oglušio pa više i nije u mogućnosti sam izvoditi svoje koncerte kao ni dirigirati. U međuvremenu, iako nagluh, Bethoven je i dalje radio na svojim djelima. Uslijedila je II. simfonija, koja ne postiže veći uspjeh, a onda III. simfonija koja postiže ogroman uspjeh. Simfonija je bila posvećena Napoleonu I. Bonaparteu i prvobitno se nazivala "Sinfonia grande, intitolata Bonaparte", ali kad je Beethoven saznao da se Napoleon 18. svibnja 1804. godine okrunio za Francuskog cara i da je odbacio svoje republikanske ideje, pobjesnio je i obrisao prvobitni naziv i nazvao simfoniju "Herojska simfonija, komponirana u slavu jednog velikog čovjeka" (poznata još kao i Eroica). Praizvedba je bila u kolovozu 1804. godine na bečkom dvoru kneza Lobkowicza pa je njemu i posvećena.
Poslije mnogo preinaka 1805. godine praizvedena je jedina Beethovenova opera, prvobitnog naziva «Leonore», Fidelio.
Prvom polovicom 19. stoljeća Beethoven uz Gioacchina Rossinia postaje najpoznatiji i najslavniji glazbeni skladatelj Europe. Njegove simfonije, protkane revolucionarnim duhom, ubrzo postaju redovit repertoar svih orkestarskih koncerata.
Njegova V. simfonija često se naziva i "simfonija sudbine", jer je nastala u teškom razdoblju Beethovenova života. O prva četiri tona simfonije, Beethoven je navodno izrekao riječi "Tako je došla sudbina na vrata.". Izvedena je 22. prosinca 1808. godine zajedno s VI. simfonijom  (Pastorale) i četvrtim koncertom za glasovir. Sam Beethoven je svoju VI. simfoniju (Pastorale) označio kao "višim izrazom nadahnuća od slikarstva". 
S ogromnim uspjehom izvedena je 8. prosinca 1813. godine njegova Sedma simfonija.
Tijekom Bečkoga kongresa, Beethoven, koji je u svojoj mladosti bio opčinjen humanizmom Friedricha Schillera, a kasnije i Goetheom, uviđa da se budućnost Europe zasniva samo na podčinjavanju drugih, pa to i naglašava u scenskoj glazbi koju je skladao za Goetheovu dramu "Egmont". Kada je došlo do njegove potpune gluhoće, pri kraju života, napisao je djelo "Heiligstädter Testament". Ubrzo je našao neku novu životnu snagu i izjavio je "Osvetit ću se sudbini, sigurno me nikada neće skroz pokoriti."
Poslije smrti svojeg brata 1815. godine, k sebi uzima njegova sina Karla. Ubrzo se uspostavilo da Beethovenov odnos prema svom nećaku od početka nije mogao proći dobro. Sa svojim pretjeranim moralnim opredjeljenjima, Beethoven ga je toliko stavio pod pritisak, da je mladi Karlo na kraju pokušao počiniti samoubojstvo. Ovaj pokušaj samoubojstva (u to vrijeme pokušaj samoubojstva je bilo kazneno djelo) toliko je opteretilo i utjecalo na Beethovena. Upravo zbog toga, opterećen privatnim problemima, 1822. godine Beethoven piše djelo "Missa Solemnis".
Godinu dana kasnije Beethoven završava svoju Devetu simfoniju, u čijem posljednjem stavku uvodi i riječi, stihove Friedricha Schillera iz «Ode radosti», dok su prva tri dijela, sa svojom glazbenom arhitekturom, glazbom i temama, obilježili pravac simfonista romantizma sve do Gustava Mahlera. Simfonija je zajedno s dijelovima djela «Missa Solemnis» izvedena 7. svibnja 1824. godine.
Zbog napredovanja bolesti, prihvatio je 1826. godine poziv drugog brata, Johanna Nikolausa, da s njegovom obitelji provedu nekoliko tjedana na imanju u okolici Kremsa. Dana 1. prosinca Beethoven je putovao natrag u Beč u otvorenoj kočiji, unatoč prilično hladnom vremenu. Dobio je upalu pluća koju je nekako prebolio, ali je ona pogoršala ostale zdravstvene probleme, 3. siječnja 1827. napisao je oporuku, a 26. ožujka je umro u svom domu.
Na groblju Währing pokopan je 29. ožujka, a više od 30.000 ljudi bilo je na pogrebu, Godine 1827. Beethovenovi posmrtni ostatci preneseni su na bečko središnje groblje. Pretpostavlja se da je umro od bolesti jetre, na što upućuje DNK analiza vlasi njegove kose.

## Djela
Potpun popis: Dodatak:Popis skladbi Ludwiga van Beethovena.
Simfonije
- I. simfonija u C-duru op. 21 (1799./1800.) Praizvedba: 2. travnja 1800.
- II. simfonija u D-duru op. 36 (1802.) Praizvedba: 5. travnja 1803.
- III. simfonija u Es-duru "Eroica" op. 55 (1803./1804.) Praizvedba: 7. travnja 1805.
- IV. simfonija u B-duru op. 60 (1806.) Praizvedba: 15. studenog 1807.
- V. simfonija u c-molu op. 67 (1800. – 1808.) Praizvedba: 22. prosinca 1808.
- VI. simfonija u F-duru "Pastoralna" op. 68 (1807./1808.) Praizvedba: 22. prosinca 1808.
- VII. simfonija u A-duru op. 92 (1811./1812.) Praizvedba: 8. prosinca 1813.
- VIII. simfonija u F-duru op. 93 (1811./1812.) Praizvedba: 27. veljače 1814.
- IX. simfonija u d-molu op. 125 (1815./1824.) Praizvedba: 7. svibnja 1824.

Koncerti 

Klavirski koncerti
- Koncert za klavir i orkestar br. 1 u C-duru op. 15
- Koncert za klavir i orkestar br. 2 u B-duru op. 19
- Koncert za klavir i orkestar br. 3 u c-molu op. 37
- Koncert za klavir i orkestar br. 4 u G-duru op. 58
- Koncert za klavir i orkestar br. 5 u Es-duru "Carski koncert" op. 73

Ostala koncertna djela
- Romanza za violinu i orkestar u G-duru op. 40
- Romanza za violinu i orkestar u F-duru op. 50
- Koncert za klavir, violinu, violončelo i orkestar u C-duru op. 56
- Koncert za violinu i orkestar u D-duru op. 61